# Parque Leonardo Pereyra

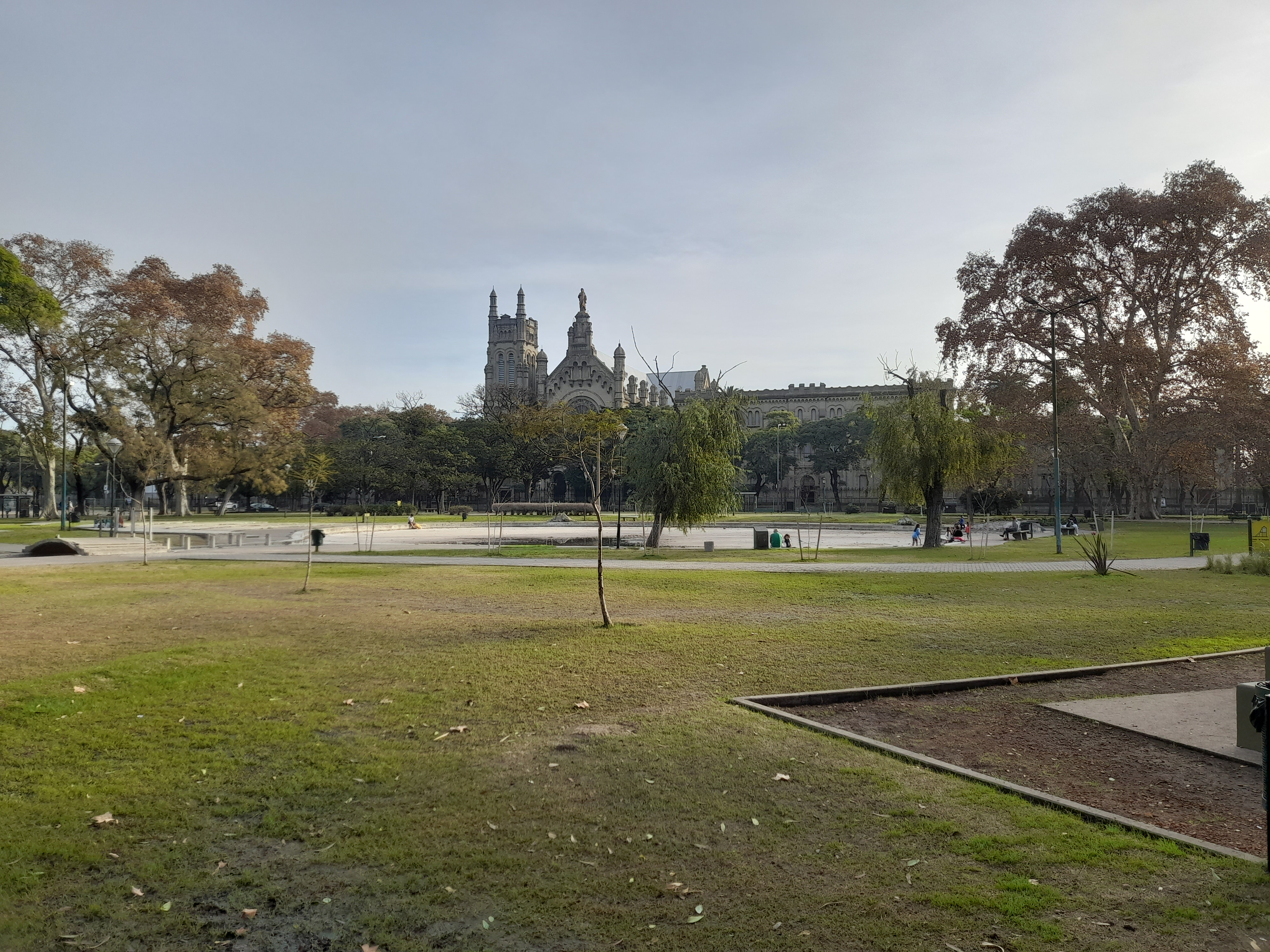
Vista panorámica del Parque Leonardo Pereyra.

El Parque Leonardo Pereyra (también conocido como Parque Pereyra) se encuentra delimitado por las calles Río Cuarto, Luzuriaga, Alvarado, y la avenida Vélez Sársfield, en el barrio de Barracas de la Ciudad de Buenos Aires, Argentina.

## Historia
El parque actual se encuentra situado en tierras que a finales del siglo XIX pertenecían a Leonardo Pereyra, un hacendado agropecuario poseedor de grandes extensiones de terreno dentro del tejido urbano de la Ciudad de Buenos Aires y uno de los fundadores de la Sociedad rural argentina. 
En 1904 luego del fallecimiento de Leonardo Pereyra, se establece en su sucesión que los herederos cederían a la Municipalidad cuatro manzanas con el propósito de formar un parque. En 1918 se modifica la ubicación del parque que en vez de situarse sólo a la izquierda de la Basílica del Sagrado Corazón, terminaría ocupando también el sector al frente de la misma, esto es entre Luzuriaga, Río Cuarto, Hawái, Iriarte, Vélez Sársfield, California, Blandengues y Alvarado hasta Luzuriaga.
El paisajista de origen francés Carlos Thays estuvo a cargo del diseño del parque que sería inaugurado por el presidente Hipólito Yrigoyen en 1920.  Parte del relleno del parque fue realizado con tierras extraídas de las excavaciones de la Línea A de subtes, durante la segunda década del siglo XX.
En 1951, el parque es renombrado como Fray Luis Beltrán, en honor al fraile y militar (1784-1827) organizador de la artillería del Ejército de los Andes.
Por medio de una Ordenanza Municipal de 1979, el sector de parque rodeado por la avenida Vélez Sársfield, Iriarte, Hawái y Río Cuarto, pasó a denominarse Marcelino Champagnat; en tanto el espacio limitado por Vélez Sársfield, Alvarado, Blandengues y California se transformó en un predio polideportivo. 
En diciembre de 1988, vuelve a renombrárselo pasándose a denominar como Parque Leonardo Pereyra.

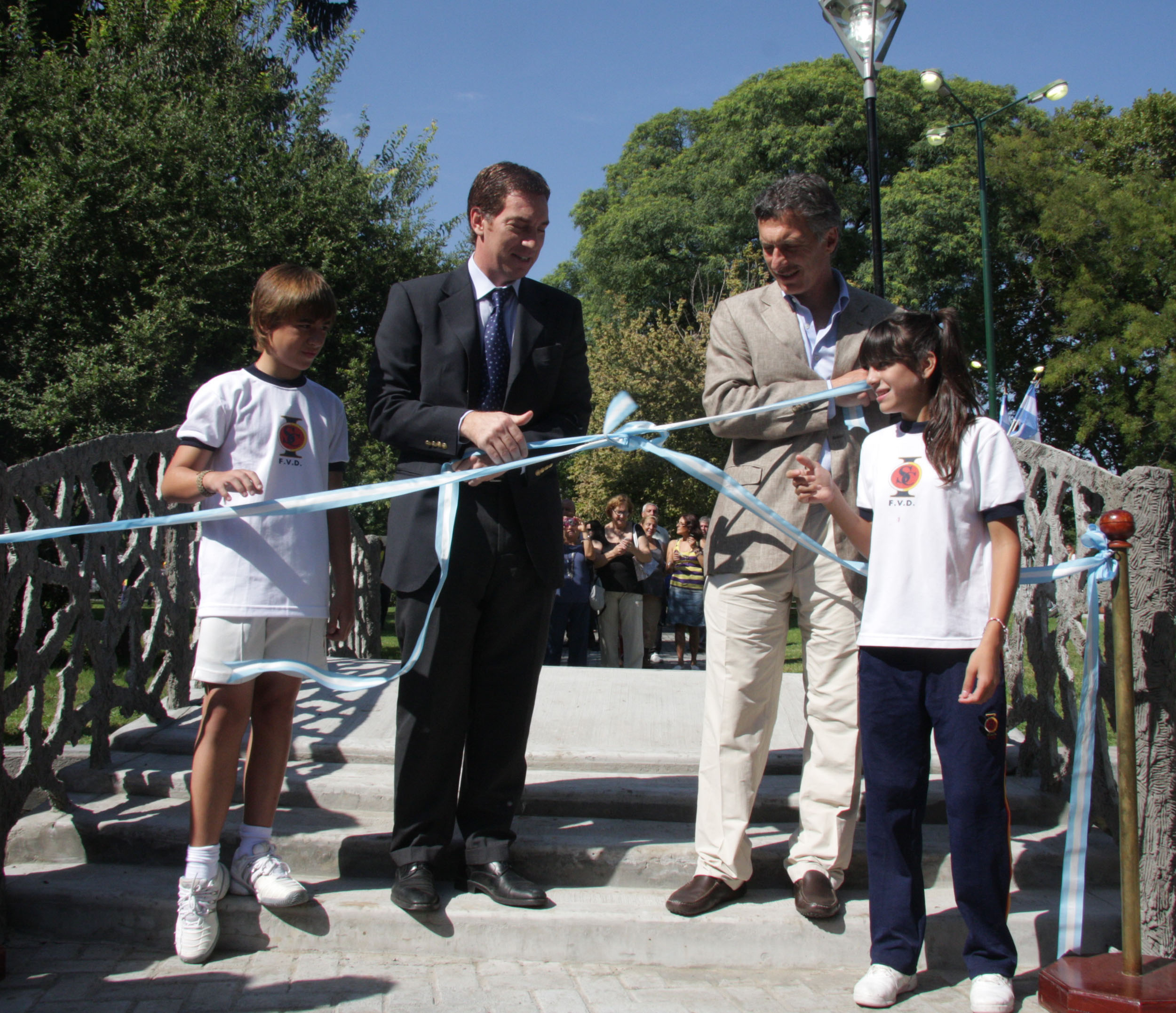
Macri y Diego Santilli, entonces Ministro de Ambiente y Espacio Público de la Ciudad de Buenos Aires, reinaugurando el parque el 2 de marzo de 2010.

En 2010, el parque experimenta una remodelación que costó más de 9 millones de pesos, realizada por el jefe de gobierno Mauricio Macri que generó críticas de arquitectos y conservacionistas por el reemplazo de las baldosas calcáreas rojas por graníticasa, el retiro de adoquines y bancos históricos y luminarias ornamentales de principios de siglo. La obra se basó en la recuperación del patrimonio arbóreo existente; también se reconstruyeron veredas perimetrales y caminos interiores.
Una de las atracciones más populares, especialmente para los niños, es la calesita que data del año 1969, y que está a cargo desde sus inicios de don Antonio Cid, inmigrantes español la cual se encuentra situada en Iriarte y Luzuriaga, en la esquina del Parque Pereyra.

## Descripción
El Parque consta de tres manzanas de espacio verde. 
- La manzana sur se encuentra delimitada por la avenida Vélez Sársfield, Río Cuarto, Luzuriaga y la avenida Iriarte. En ella se destacan la calle diagonal peatonal y la calesita.
- La manzana central está bordeada por la avenida Vélez Sársfield, la avenida Iriarte, Luzuriaga y California. Su rasgo distintivo es el histórico lago, frente a la Basílica del Sagrado Corazón.
- La manzana norte es circundada por la avenida Vélez Sársfield, California, Luzuriaga y Alvarado. Su característica principal es el profuso arbolado, mayor al de las otras dos manzanas del parque.

## El Parque Pereyra en la cultura
- Parque Pereyra (finalista del Premio Caños Dorados en 2010) del escritor argentino Marcelo Nasra es un poema alusivo al parque.[7]